# PIND
PIND (Punk Is Not Dead), sous-titré « une histoire de la scène punk en France (1976-2016) », est un projet de recherche porté depuis 2013 par le Centre d'études supérieures de la Renaissance et THALIM (Théorie et histoire des arts et des littératures de la modernité). 

## Historique

### Origines
Initié et dirigé depuis 2013 par Solveig Serre, musicologue et historienne, chercheuse au CNRS  et Luc Robène , historien, professeur à l'université de Bordeaux et musicien (Strychnine, Arno Futur, The Hyènes) le projet de recherche interdisciplinaire PIND,  regroupe une équipe interdisciplinaire composée de chercheurs,  d'artistes, d'acteurs et d'activistes de la scène punk. Il bénéficie du soutien des Nouvelles éditions indépendantes, de l'Agence nationale de la recherche depuis 2016 et de la labellisation 80 ans du CNRS depuis 2019,.

### Développement
La presse régionale se fait l'écho de nombreuses manifestations tenues sous ce patronage ; celles-ci présentent la particularité d'allier réflexion scientifique et spectacle ,,,,,. Parmi d'autres, François Guillemot, ancien chanteur de Bérurier Noir et Molodoï, devenu ingénieur de recherche au CNRS (histoire du Viêt Nam), est intervenu plusieurs fois dans le cadre du projet PIND.
En mars 2022, un colloque autour de l'histoire de Bérurier noir et du punk français est organisé par le projet PIND à la BnF

## Documentation

### Filmographie
- 2019 : PIND, « Punk is not dead. Une histoire de la scène punk en France », réalisé par Alexandra Ena pour CNRS Images

### Site officiel
http://pind.univ-tours.fr/